# Heidkoppelmoor und Umgebung

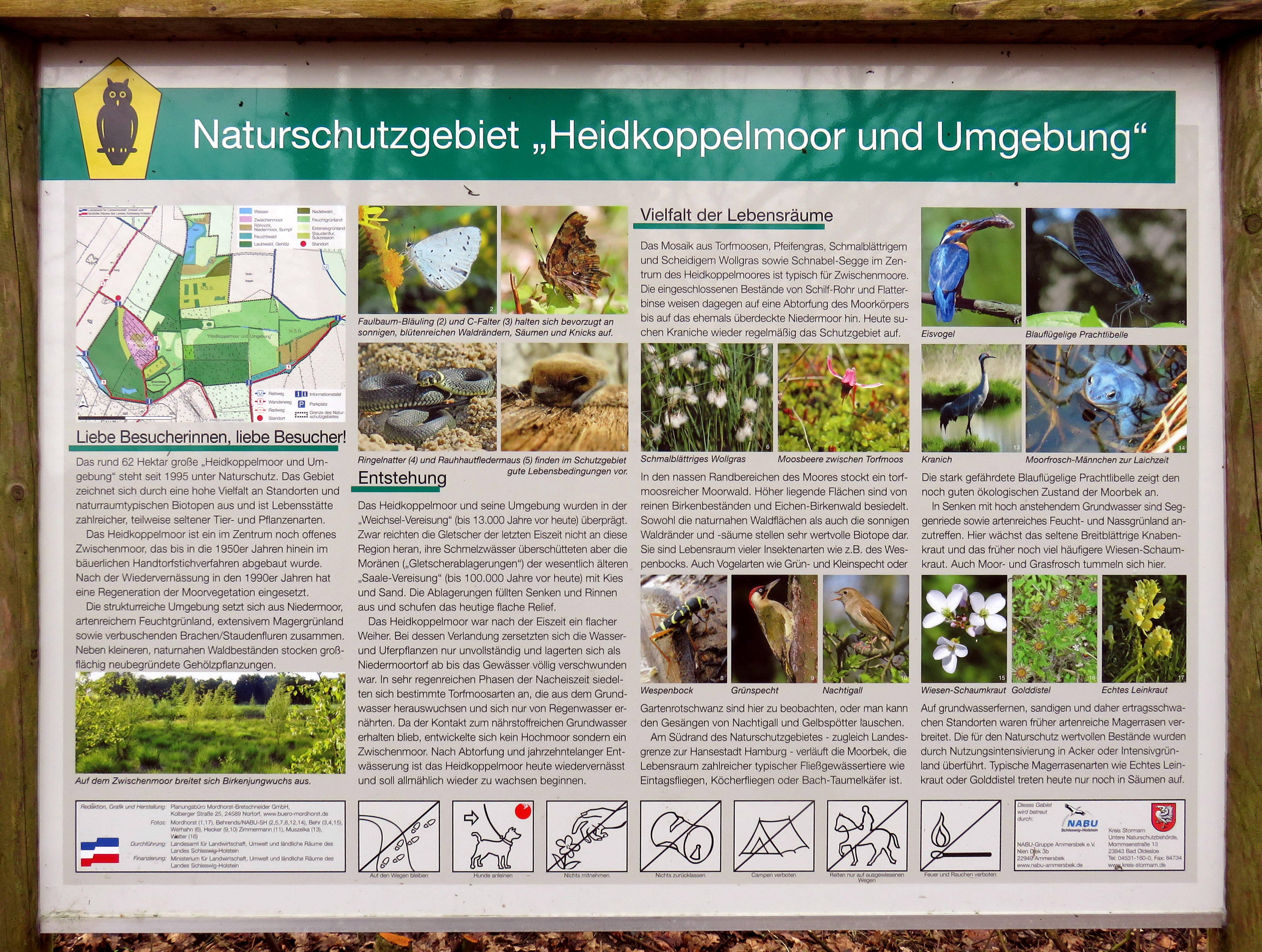
Infotafel (Westseite)

Das Heidkoppelmoor und Umgebung ist ein Naturschutzgebiet im Kreis Stormarn in Schleswig-Holstein.
Das Naturschutzgebiet nordöstlich vom Lottbeker Stauteich wurde 1995 ausgewiesen. Es stellt ein Niedermoor unter Schutz. Hier wurde bis in die 1950er Jahre Torf abgebaut. Das Gebiet umfasst 62 Hektar auf Ammersbeker und Ahrensburger Gebiet. Unter Schutz steht das „Niedermoor und artenreiche Feuchtgrünlandflächen als Kernzone, angrenzende Wiesen-, Weiden- und Waldbiotope als Entwicklungsgebiet sowie Pufferzonen“.
Die Kernzone weist Wiesen mit Orchideen und seltenen Seggen sowie Moorbereiche mit zwei Wollgrasarten und verschiedenen bedrohten Schwimmkäfern auf. Am Rande fließt das Flüsschen Moorbek (Quellfluss der Lottbek) durch einen Birken-Erlen-Bruchwald. Zahlreiche Amphibien wie der Moorfrosch und Kammmolche leben im Gebiet.

## Fauna
Im Gebiet kommt die Säbeldornschrecke (Tetrix subulata) (Art der Roten Liste Schleswig-Holsteins) vor und die Sumpfschrecke (Stethophyma grossum) ist bekannt. Die Spinnenfauna ist infolge der kleinräumig wechselnden Bedingungen sehr divers. 2009 konnten bei einer Begehung die Vierfleckkreuzspinne (Araneus quadratus) und Herbstspinnen (Gattung Metellina) zahlreich festgestellt werden. Baldachinspinnen kommen ebenfalls vor. 2012 wurden u. a. verschiedene Arten von Wolfsspinnen und die Listspinne (Pisaura mirabilis) registriert.

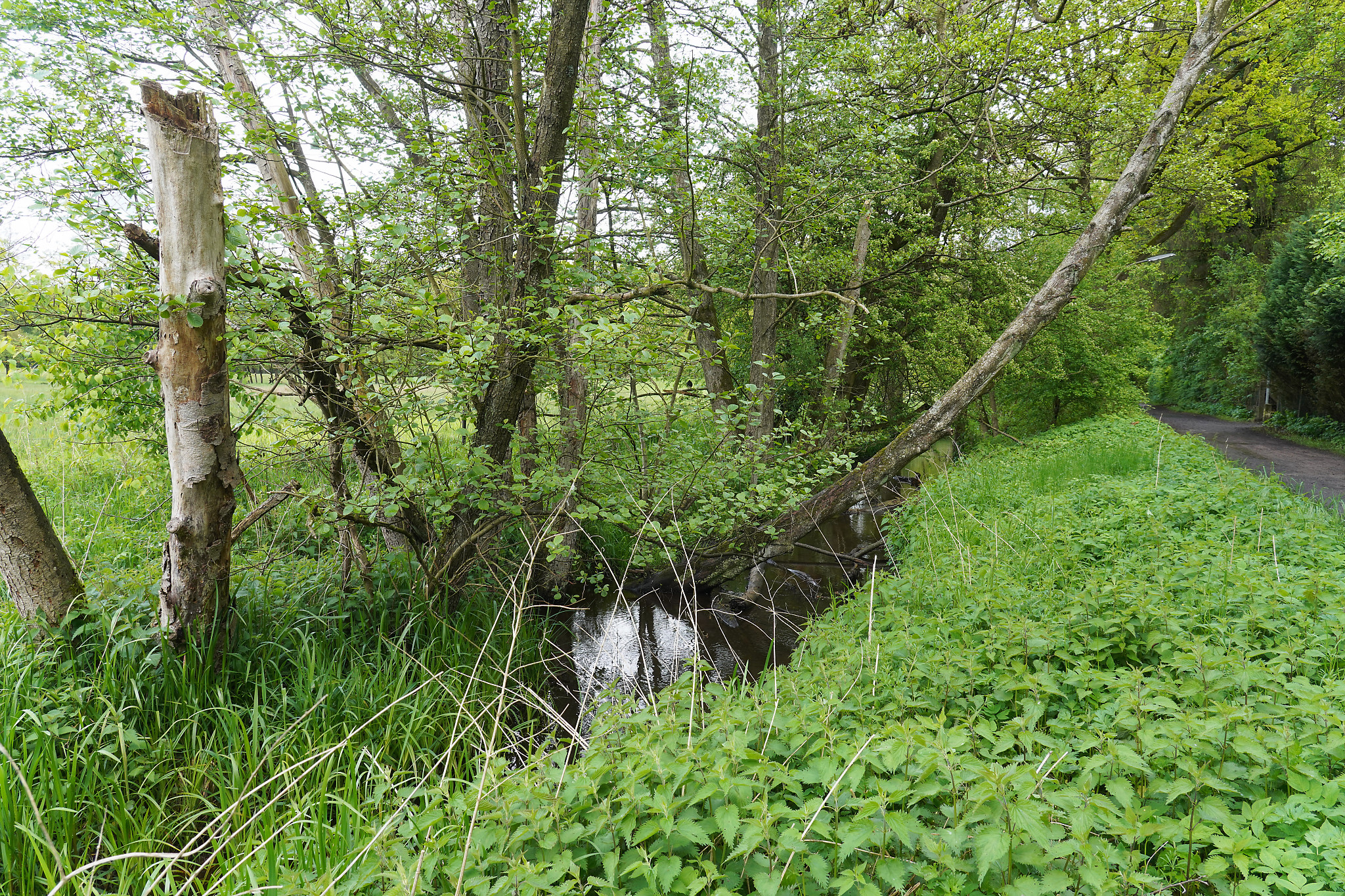
Naturnaher Graben
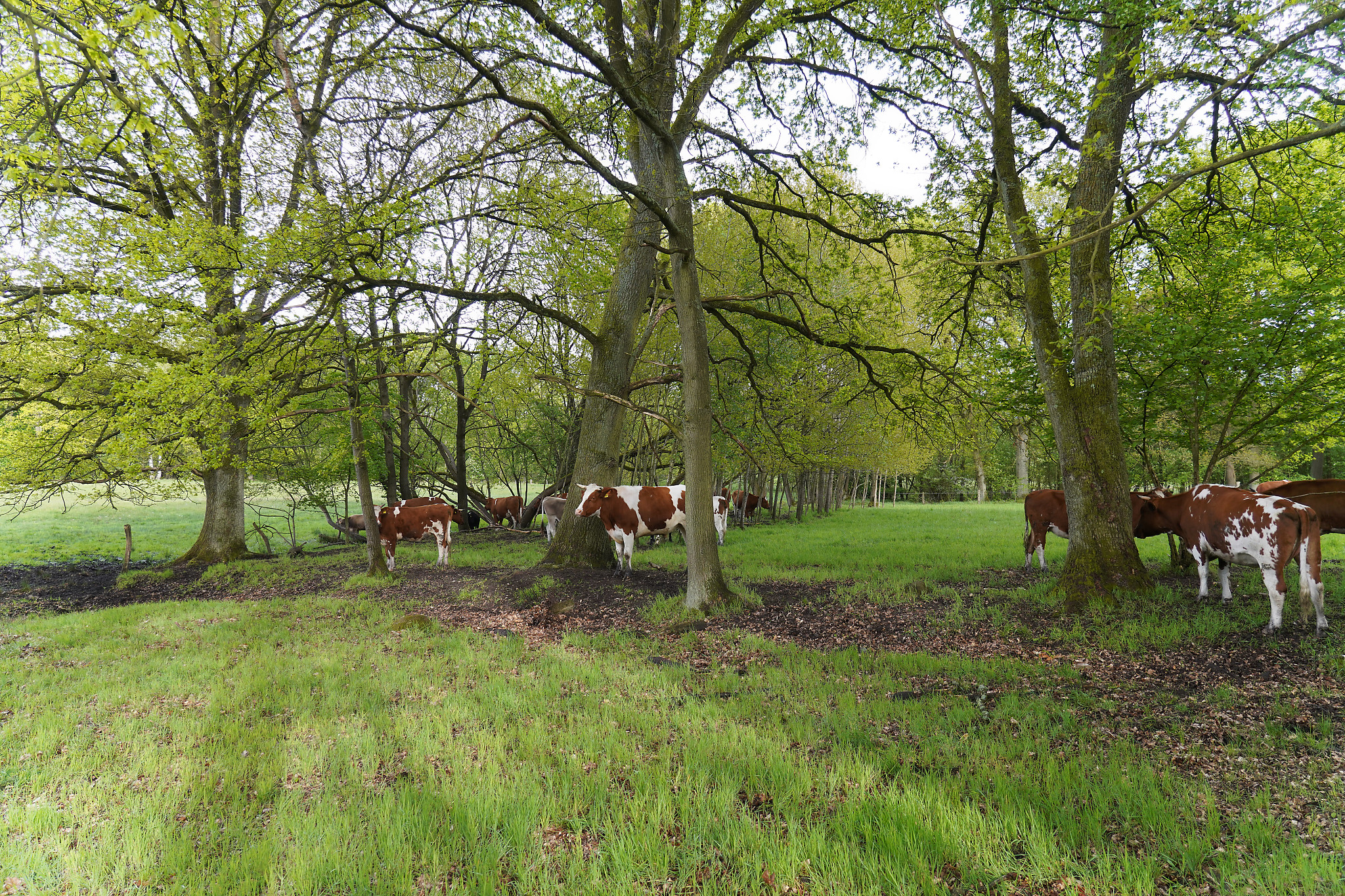
Rinderbeweidung
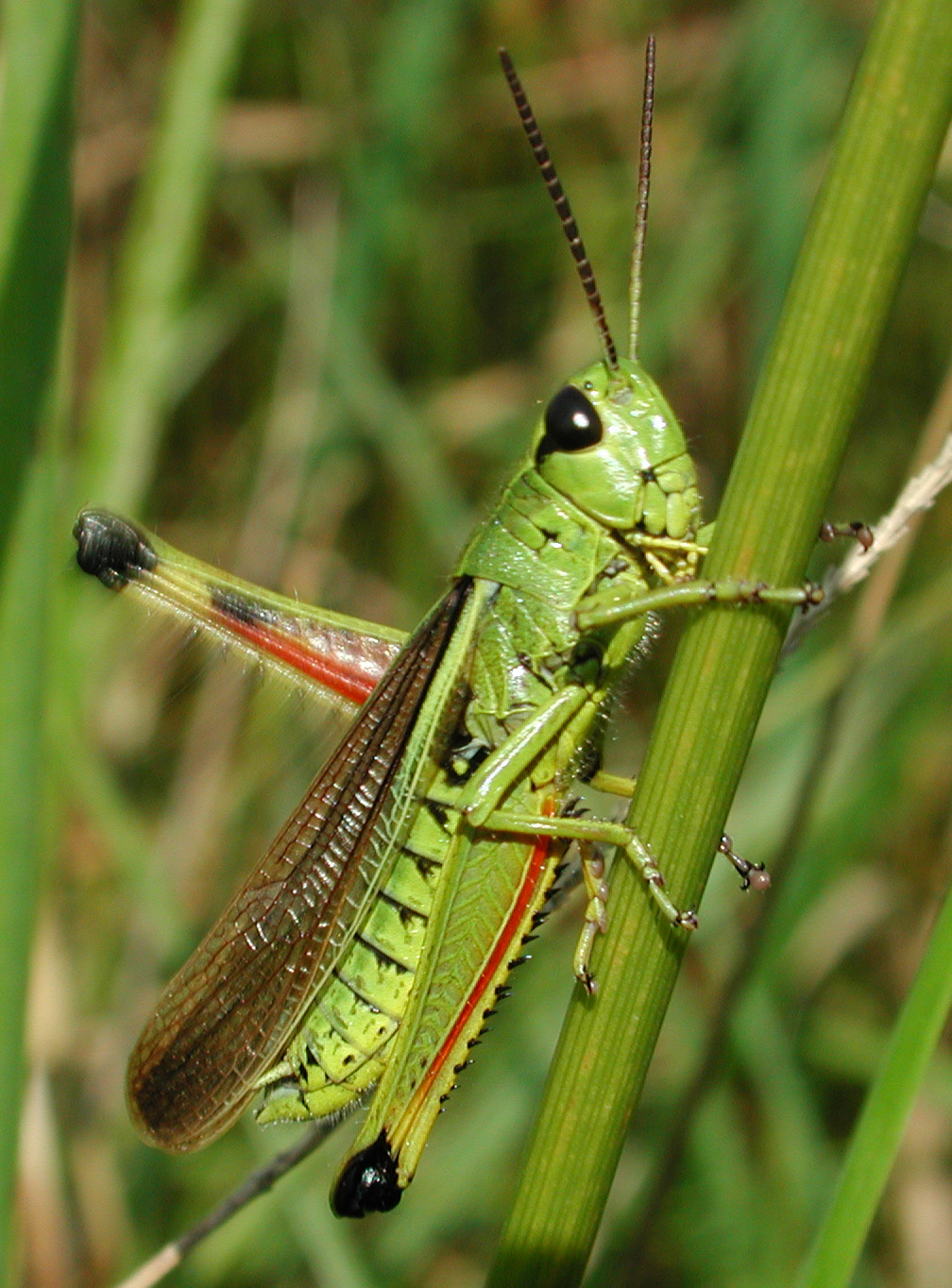
Sumpfschrecken-Männchen beim Klicken
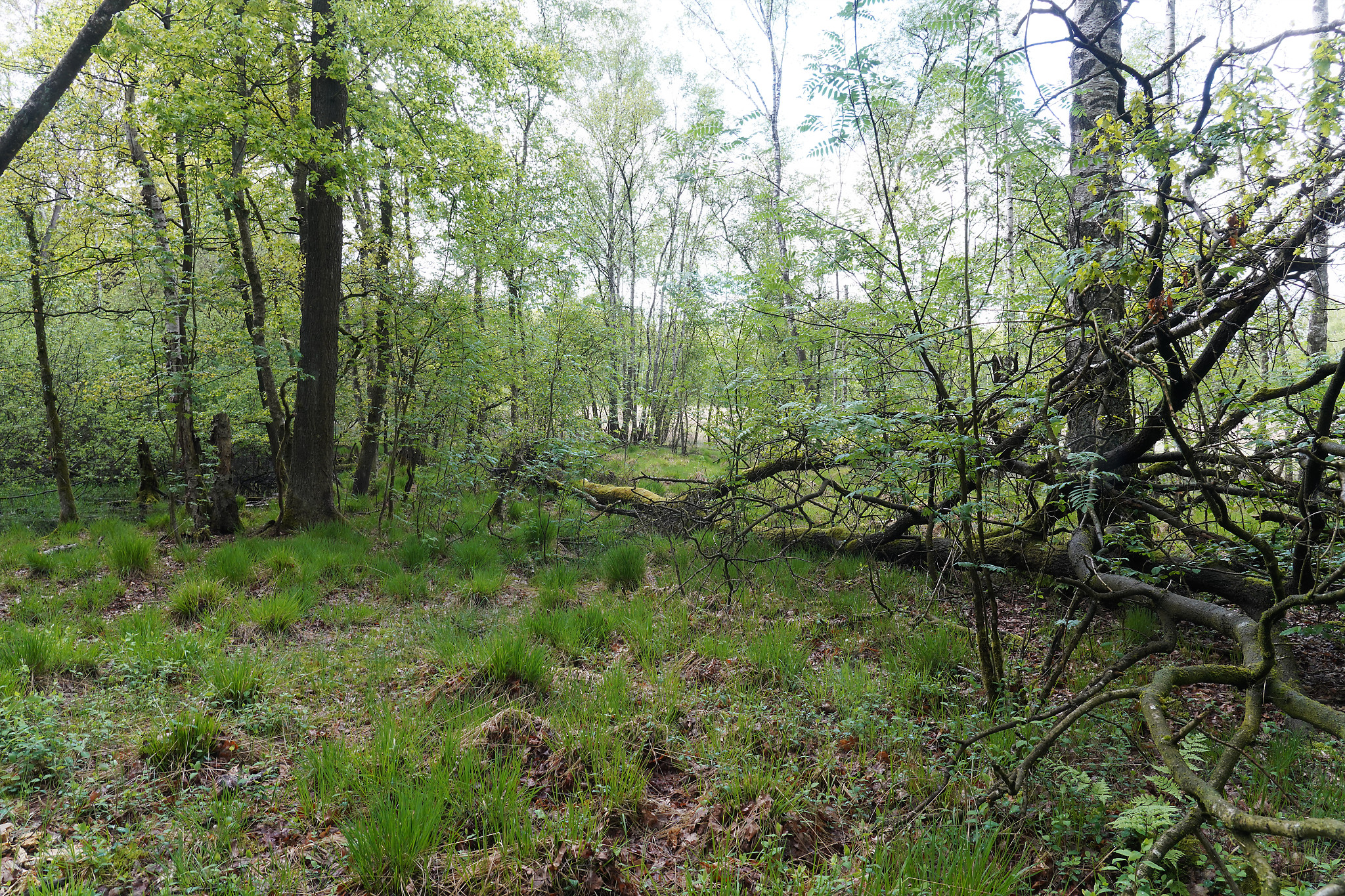
Liegendes Totholz
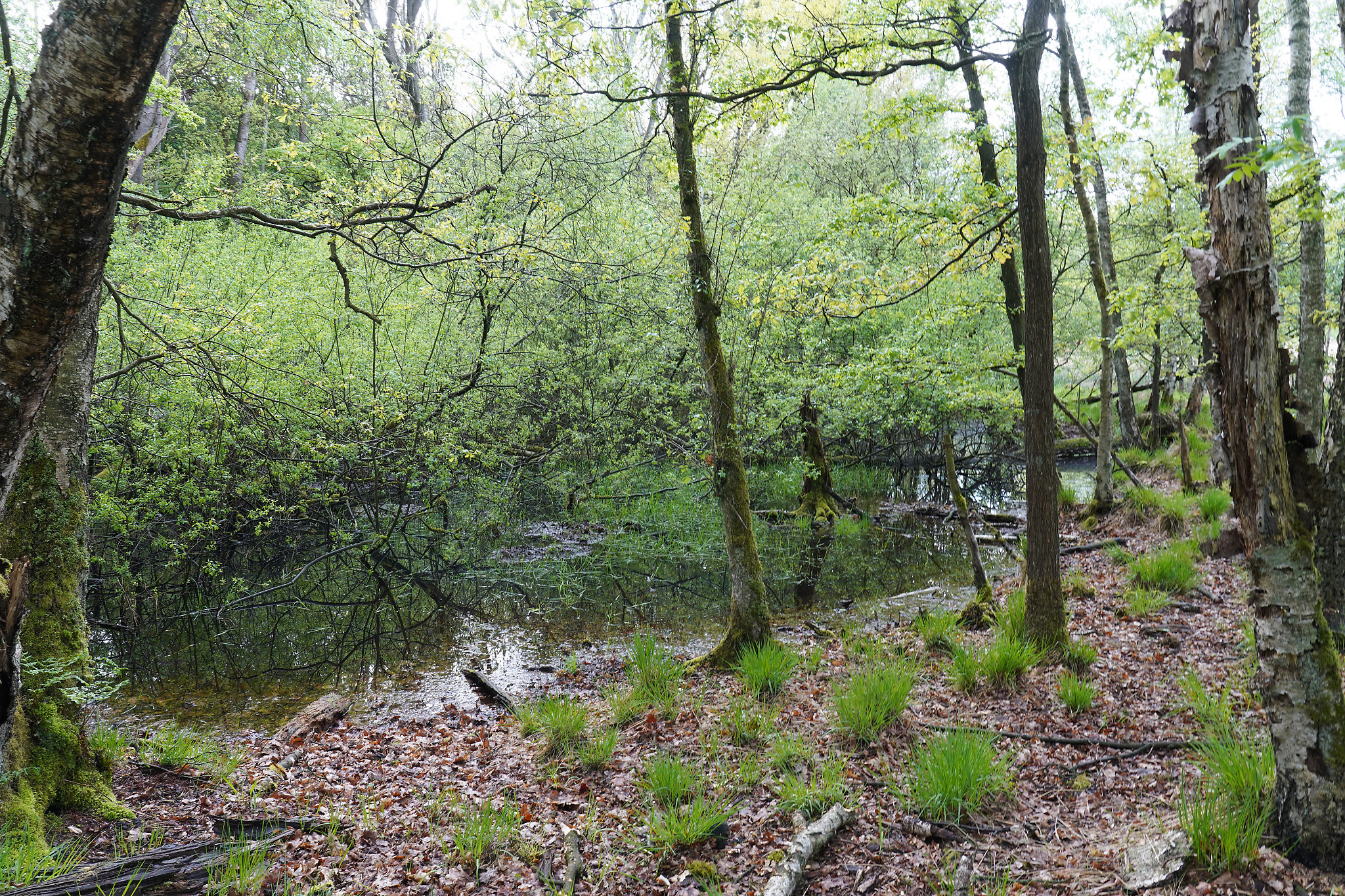
Weidensumpf
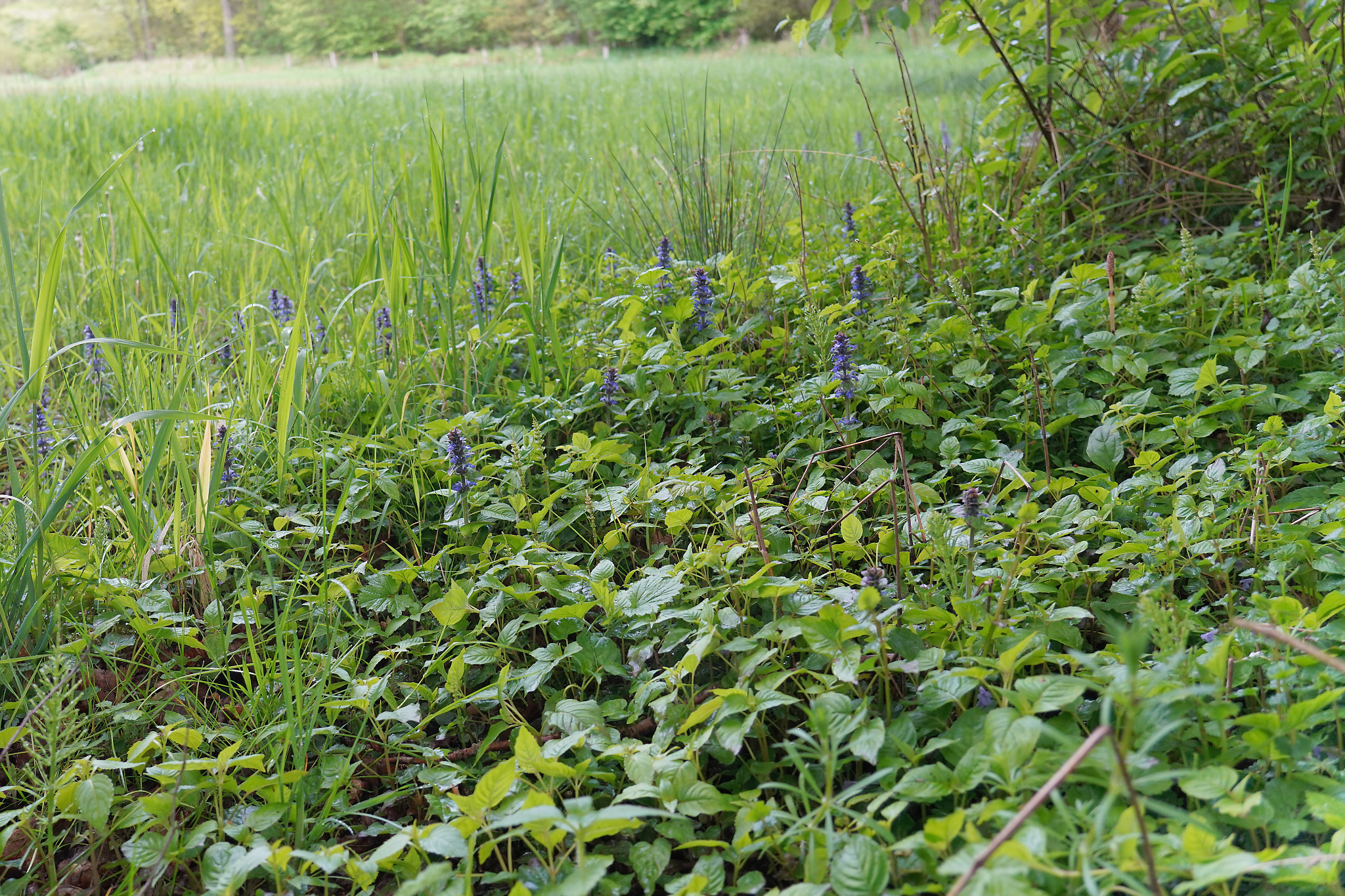
Feuchtwiese
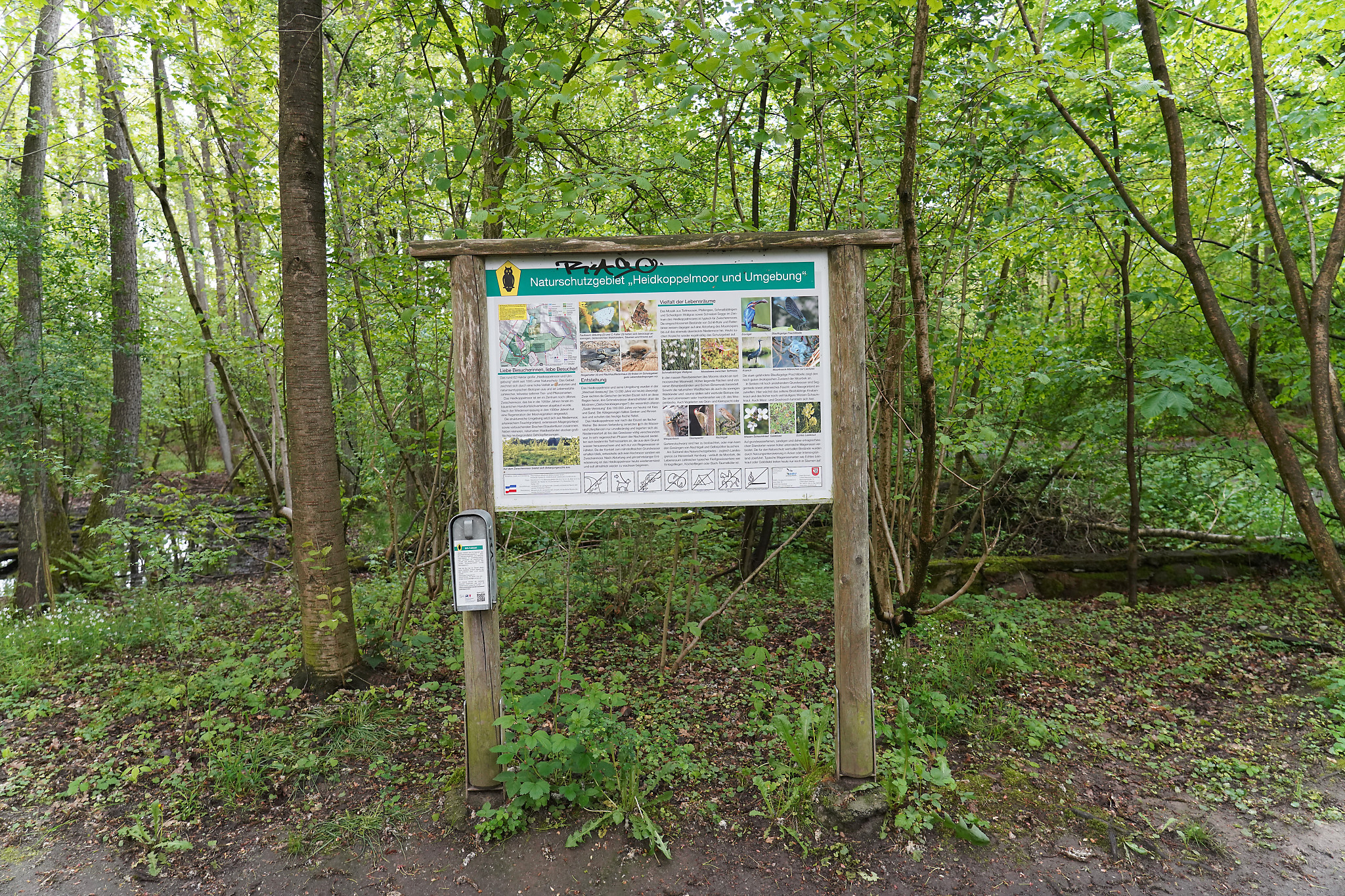
Infotafel
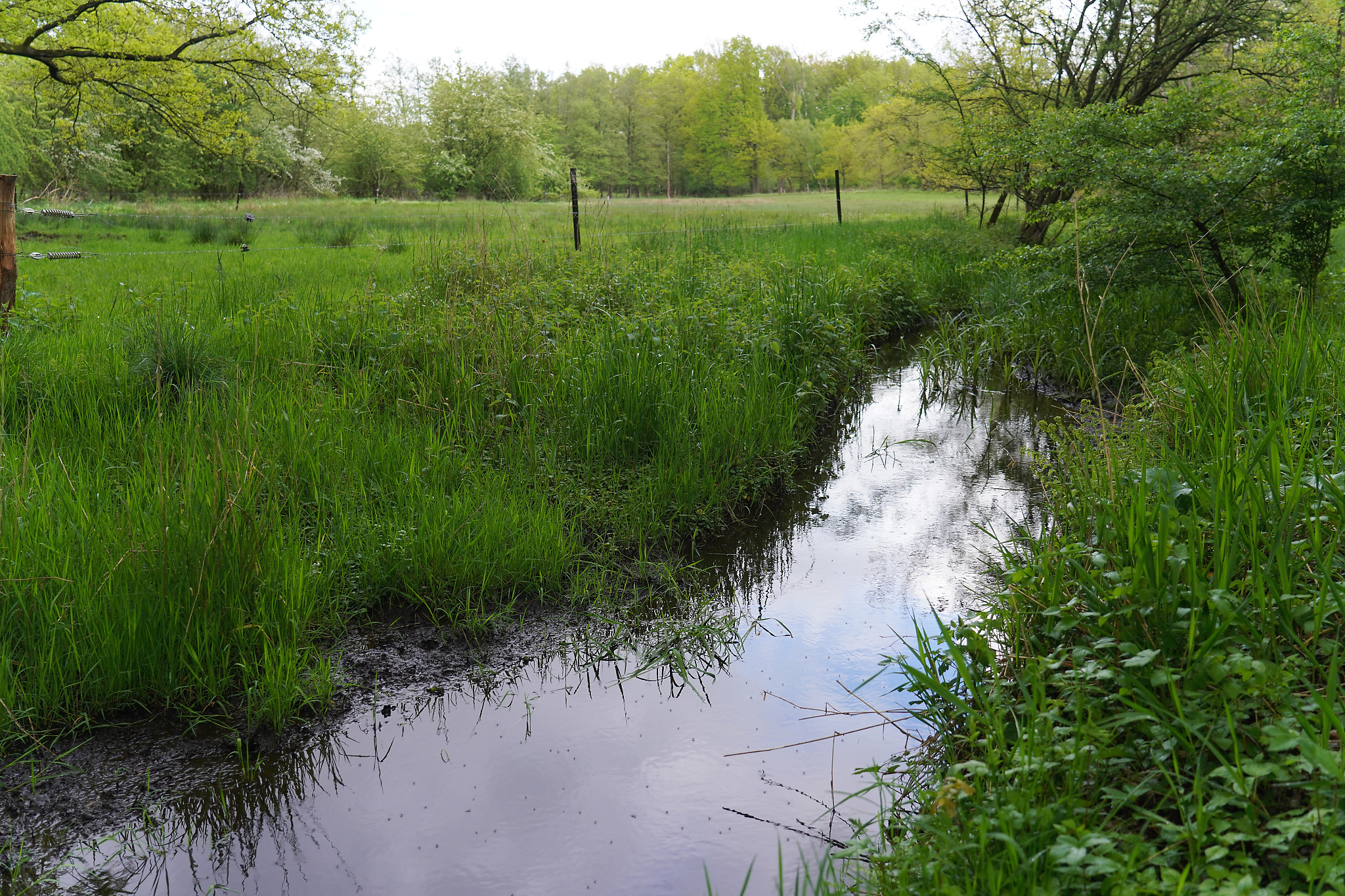
Naturnaher Graben mit flachem Ufer
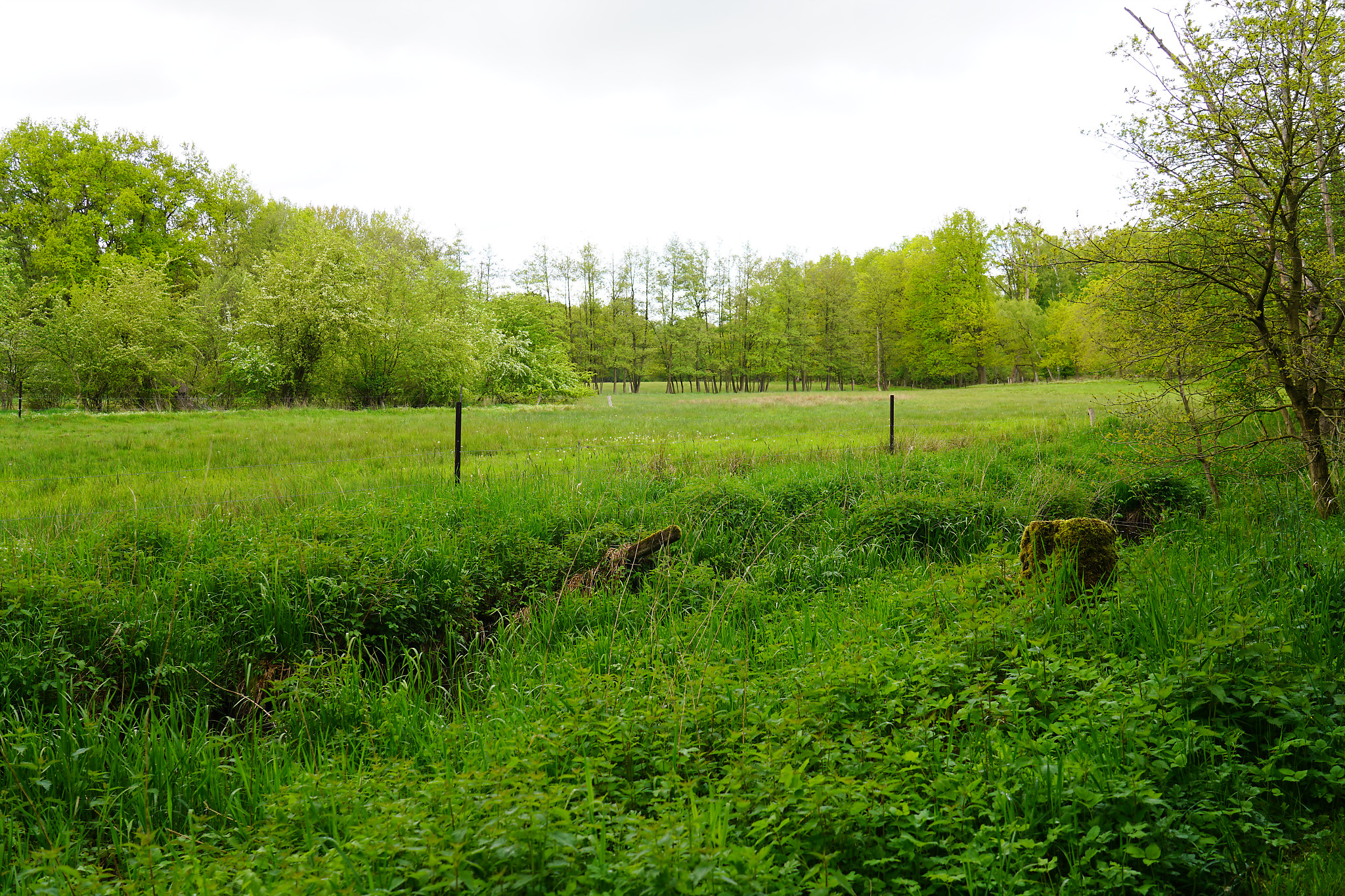
Knicklandschaft mit Feuchtwiesen